# Bill Belichick
William Stephen Belichick, detto Bill (Nashville, 16 aprile 1952), è un allenatore di football americano statunitense che allena i North Carolina Tar Heels della NCAA. In carriera ha vinto sei Super Bowl alla guida dei New England Patriots.

## Carriera da allenatore

### Primi anni
Dopo la laurea, Belichick accettò un lavoro da 25 dollari a settimana come assistente ai Baltimore Colts dell'allenatore Ted Marchibroda nel 1975. Nel 1976 passò ai Detroit Lions come assistente dell'allenatore degli special team, diventando l'anno successivo anche allenatore dei tight end e dei wide receiver. Trascorse la stagione 1978 come assistente allenatore degli special team dei Denver Broncos oltre che come assistente dell'allenatore della difesa.

### New York Giants
Nel 1979, Belichick iniziò un periodo di dodici anni ai New York Giants accanto al capo-allenatore Ray Perkins come assistente allenatore degli special team e assistente della difesa. Passò ad allenare i linebacker nel 1980 e fu nominato coordinatore difensivo nel 1985 sotto la direzione del capo-allenatore Bill Parcells, che aveva sostituito Perkins nel 1983. I Giants vinsero il Super Bowl nelle stagioni 1986 e 1990. Il suo piano difensivo nella vittoria a sorpresa dei New York Giants per 20–19 sui Buffalo Bills nel Super Bowl XXV è ora nella Pro Football Hall of Fame.

### Cleveland Browns
Dal 1991 al 1995, Belichick fu il capo-allenatore dei Cleveland Browns. In quel periodo ebbe un record complessivo di 36–44, guidando ai playoff la squadra nel 1994, la sua unica stagione con un bilancio positivo con la squadra. La sua unica vittoria nei playoff coi Browns fu contro i Patriots nel turno delle wild card. Nella sua ultima stagione a Cleveland, la squadra terminò con un record di 5–11, malgrado un bilancio iniziale di 3-1. Nel novembre di quell'anno, in pieno svolgimento del campionato, il proprietario dei Browns Art Modell annunciò che avrebbe trasferito la franchigia a Baltimora a fine stagione. Dopo avere inizialmente assicurato che avrebbe conservato l'allenatore in quel ruolo nei nuovi Baltimore Ravens, Belichick fu invece licenziato il 15 febbraio 1996, una settimana dopo l'ufficializzazione del trasferimento.

### New England Patriots (1996)
Dopo il licenziamento da parte dei Baltimore Ravens, Belichick tornò sotto la direzione di Parcells come assistente allenatore e allenatore dei defensive back dei Patriots per la stagione 1996. La squadra terminò con un record di 11-5, vinse il titolo della AFC e perse contro i Green Bay Packers nel Super Bowl XXXI.

### New York Jets
Nel 1997 firmò con i New York Jets per il ruolo di assistente del capo allenatore e allenatore dei defensive back. Vi rimase fino al 1999.

### New England Patriots (2000-2023)
Nel 2000 ritornò ai New England Patriots come capo-allenatore chiudendo con 5 vittorie e 11 sconfitte. Nel 2001 chiuse con 11 vittorie e 5 sconfitte ottenendo il 1º posto nella Division East della AFC e vincendo il Super Bowl XXXVI contro i St. Louis Rams. Nel 2003 ritornò a vincere la Division East con 14 vittorie e 2 sconfitte, vincendo il suo secondo Super Bowl. L'anno seguente ottenne lo stesso record e la vittoria della Division East. Vinse il terzo Super Bowl, il secondo consecutivo.
Nel 2005 arrivarono 10 vittorie e 6 sconfitte e ennesimo titolo della Division East. La sua corsa si fermò però nei Divisional Game contro i Denver Broncos. Nella stagione successiva concluse con il record di 12 vittorie e 4 sconfitte vinse il suo 5º titolo della divisione. Perse nella finale di conference contro gli Indianapolis Colts. La stagione 2007 iniziò con una controversia quando Belichick e i Patriots furono accusati di avere videoregistrato i segnali difensivi dello staff degli allenatori dei New York Jets durante la prima partita. L'allenatore fu multato di 500.000 dollari, il massimo consentito, e alla squadra fu revocata la scelta del primo giro del Draft NFL 2008. La stagione regolare si concluse con i Patriots imbattuti che vinsero tutte le 16 partite, per la prima volta nella storia. New England giunse fino al Super Bowl XLVII dove fu sconfitta dai New York Giants.
Nel 2009 chiuse con 10 vittorie e 6 sconfitte vincendo il suo 7º titolo di division. Uscì al Wild Card Game contro i Baltimore Ravens. Nel 2010 chiuse con 14 vittorie e 2 sconfitte vincendo il suo 8º titolo di division. Uscì ai Divisional Game contro i New York Jets.
Nel 2011 ottenne 13 vittorie e 3 sconfitte vincendo il suo 9º titolo di division, vinse per la sua 5ª volta il titolo della AFC, raggiungendo così il Super Bowl, perdendolo per la seconda volta contro i New York Giants.
Nel 2012 totalizzò 12 vittorie e 4 sconfitte, vinse il 10º titolo di division, venne eliminato nell'AFC Championship Game contro i Baltimore Ravens. Nel 2013 chiuse con 12 vittorie e 4 sconfitte vincendo la 11° division, venne eliminato nell'AFC Championship Game contro i Denver Broncos.
Con una vittoria sui Minnesota Vikings nella settimana 2 della stagione 2014, Belichick divenne il sesto allenatore della storia a raggiungere le 200 vittorie nella stagione regolare. Nella settimana 15, con una netta vittoria sui Dolphins, New England si aggiudicò il dodicesimo titolo di division sotto la sua direzione. Nei playoff, la squadra batté i Baltimore Ravens e gli Indianapolis Colts, qualificandosi per il Super Bowl XLIX, vinto per 28-24 sui Seattle Seahawks.
Nella settimana 5 della stagione 2016, Belichick vinse la gara numero 250 in carriera (inclusi i playoff). Divenne il quarto allenatore a tagliare tale traguardo dopo Don Shula (347 vittorie), George Halas (324) e Tom Landry (270). Nella settimana 16 vinse la sua 200ª partita nella stagione regolare con i Patriots. Divenne così il quinto capo-allenatore a tagliare tale traguardo con una sola franchigia dopo George Halas, Don Shula, Tom Landry e Curly Lambeau.
Il 12 novembre 2017, Belichick vinse la 270ª in carriera inclusi i playoff, raggiungendo Tom Landry al terzo posto di tutti i tempi.

## Palmarès

### Franchigia
- Super Bowl : 6

New England Patriots: XXXVI, XXXVIII, XXXIX, XLIX, LI, LIII
- American Football Conference Championship: 9

New England Patriots: 2001, 2003, 2004, 2007, 2011, 2014, 2016, 2017, 2018
- AFC East division: 17

2001, 2003, 2004, 2005, 2006, 2007, 2009, 2010, 2011, 2012, 2013, 2014, 2015, 2016, 2017, 2018, 2019

### Individuale
- Allenatore dell'anno: 3

2003, 2007, 2010
- Formazione ideale della NFL degli anni 2000
- Formazione ideale della NFL degli anni 2010
- Formazione ideale del 100º anniversario della NFL
- Formazione ideale del 50º anniversario dei Patriots

## Record come capo-allenatore
| Squadra  | Anno     | Stagione regolare | Stagione regolare | Stagione regolare | Stagione regolare | Stagione regolare | Playoff | Playoff | Playoff                                                      |
| Squadra  | Anno     | Vinte             | Perse             | Pari              | %                 | Posizione         | Vinte   | Perse   | Risultato                                                    |
| -------- | -------- | ----------------- | ----------------- | ----------------- | ----------------- | ----------------- | ------- | ------- | ------------------------------------------------------------ |
| CLE      | 1991     | 6                 | 10                | 0                 | .375              | 3° AFC Central    | -       | -       | -                                                            |
| CLE      | 1992     | 7                 | 9                 | 0                 | .438              | 3° AFC Central    | -       | -       | -                                                            |
| CLE      | 1993     | 7                 | 9                 | 0                 | .438              | 3° AFC Central    | -       | -       | -                                                            |
| CLE      | 1994     | 11                | 5                 | 0                 | .688              | 2° AFC Central    | 1       | 1       | Uscì al Divisional Game contro i Pittsburgh Steelers         |
| CLE      | 1995     | 5                 | 11                | 0                 | .313              | 4° AFC Central    | -       | -       | -                                                            |
| CLE Tot. | CLE Tot. | 36                | 44                | 0                 | .450              |                   | 1       | 1       |                                                              |
| NE       | 2000     | 5                 | 11                | 0                 | .313              | 4° AFC East       | -       | -       | -                                                            |
| NE       | 2001     | 11                | 5                 | 0                 | .688              | 1° AFC East       | 3       | 0       | Vinse il Super Bowl contro i St. Louis Rams                  |
| NE       | 2002     | 9                 | 7                 | 0                 | .563              | 2° AFC East       | -       | -       | -                                                            |
| NE       | 2003     | 14                | 2                 | 0                 | .875              | 1° AFC East       | 3       | 0       | Vinse il Super Bowl contro i Carolina Panthers               |
| NE       | 2004     | 14                | 2                 | 0                 | .875              | 1° AFC East       | 3       | 0       | Vinse il Super Bowl contro i Philadelphia Eagles             |
| NE       | 2005     | 10                | 6                 | 0                 | .625              | 1° AFC East       | 1       | 1       | Uscì al Divisional Game contro i Denver Broncos              |
| NE       | 2006     | 12                | 4                 | 0                 | .750              | 1° AFC East       | 2       | 1       | Uscì all'AFC Championship Game contro gli Indianapolis Colts |
| NE       | 2007     | 16                | 0                 | 0                 | 1.000             | 1° AFC East       | 2       | 1       | Perse il Super Bowl contro i New York Giants                 |
| NE       | 2008     | 11                | 5                 | 0                 | .688              | 2° AFC East       | -       | -       | -                                                            |
| NE       | 2009     | 10                | 6                 | 0                 | .625              | 1° AFC East       | 0       | 1       | Uscì al Wild Card Game contro i Baltimore Ravens             |
| NE       | 2010     | 14                | 2                 | 0                 | .875              | 1° AFC East       | 0       | 1       | Uscì al Divisional Game contro i New York Jets               |
| NE       | 2011     | 13                | 3                 | 0                 | .813              | 1° AFC East       | 2       | 1       | Perse il Super Bowl contro i New York Giants                 |
| NE       | 2012     | 12                | 4                 | 0                 | .750              | 1° AFC East       | 1       | 1       | Uscì all'AFC Championship Game contro i Baltimore Ravens     |
| NE       | 2013     | 12                | 4                 | 0                 | .750              | 1° AFC East       | 1       | 1       | Uscì all'AFC Championship Game contro i Denver Broncos       |
| NE       | 2014     | 12                | 4                 | 0                 | .750              | 1° AFC East       | 3       | 0       | Vinse il Super Bowl contro i Seattle Seahawks                |
| NE       | 2015     | 12                | 4                 | 0                 | .750              | 1° AFC East       | 1       | 1       | Uscì all'AFC Championship Game contro i Denver Broncos       |
| NE       | 2016     | 14                | 2                 | 0                 | .875              | 1° AFC East       | 3       | 0       | Vinse il Super Bowl contro gli Atlanta Falcons               |
| NE       | 2017     | 13                | 3                 | 0                 | .813              | 1° AFC East       | 2       | 1       | Perse il Super Bowl contro i Philadelphia Eagles             |
| NE       | 2018     | 11                | 5                 | 0                 | .688              | 1° AFC East       | 3       | 0       | Vinse il Super Bowl contro i Los Angeles Rams                |
| NE       | 2019     | 12                | 4                 | 0                 | .750              | 1° AFC East       | 0       | 1       | Uscì al Wild Card Game contro i Tennessee Titans             |
| NE       | 2020     | 7                 | 9                 | 0                 | .438              | 3° AFC East       | -       | -       | -                                                            |
| NE       | 2021     | 10                | 7                 | 0                 | .588              | 2° AFC East       | 0       | 1       | Uscì al Wild Card game contro i Buffalo Bills                |
| NE       | 2022     | 8                 | 9                 | 0                 | .471              | 3° AFC East       | -       | -       | -                                                            |
| NE       | 2023     | 4                 | 13                | 0                 | .235              | 4° AFC East       | -       | -       | -                                                            |
| NE Tot.  | NE Tot.  | 266               | 121               | 0                 | .687              |                   | 31      | 13      |                                                              |
| Totale   | Totale   | 302               | 165               | 0                 | .647              |                   | 32      | 14      |                                                              |